# Ланівці (станція)
Лáнівці — проміжна залізнична станція 4-го класу Тернопільської дирекції Львівської залізниці на неелектрифікованій лінії Тернопіль — Шепетівка між станціями Лепесівка (15,5 км) та Збараж (39 км). Розташована у місті Ланівці Кременецького району Тернопільської області. Неподалік від станції пролягає автошлях регіонального значення Р43 (Тернопіль — Ланівці).

## Історія
Будівництво станції було розпочато 1914 року, під час окупації російськими військами західноукраїнських земель. Метою будівництва станції було постачання матеріальних ресурсів для фронту.
Станція Ланівці відкрита 1915 року. Вокзал тоді збудували зі зрубу.
1916 року відкрита залізнична лінія Шепетівка — Ланівці — Збараж.
У 1921—1939 роках станція була  прикордонною між Польщею та УРСР. Втім, будь-який пасажирський рух через кордон був відсутній. З Тернополя до Ланівців та зворотно курсувало дві пари приміських поїздів. 
Новий вокзал побудований 1961 року і вважається другим за рахунком з моменту спорудження станції.

## Пасажирське сполучення
На станції Ланівці зупиняються приміські поїзди сполученням Тернопіль — Шепетівка.